# Любовен гуру
„Любовен гуру“ (на английски: The Love Guru) е щатска романтична комедия от 2008 г. на режисьора Марко Шнабел, и във филма участват Майк Майърс, Джесика Алба, Джъстин Тимбърлейк, Романи Малко, Меган Гуд, Върн Тройър, Бен Кингсли, Омид Джалили и Телма Хопкинс.